# 三嶋章夫
三嶋 章夫（みしま あきお、1969年〈昭和44年〉8月3日 - ）は、日本の音楽プロデューサー、アニメプロデューサー。キングレコード株式会社常務取締役。京都府京都市出身。

## 来歴
10代からおニャン子クラブなどのアイドルを好み、芸能・マスコミ関連への就職を志して上京し、早稲田大学教育学部に入学。上京当初は東村山市に住んでいたものの、キャンパスに遠いこともあり、1年程度で転居。マスコミを中心に就職活動し、1994年にキングレコード入社。入社のきっかけとしては中山美穂の所属会社であることを主な理由としている。
入社当初は営業部に配属され、大阪支店にて兵庫県内のレコード店への営業を1年半行う一方でアイドル関連の部署への異動を希望していたものの、その後ゲーム音楽を担う第三クリエイティブ本部VC制作部MM（マルチメディア）グループに異動。「ときめきメモリアル」などコナミ関連のゲーム音楽作品やコンサートのA&R業務、イベントの司会に携わる中で声優の音楽プロデュースを志す。その後水樹奈々や田村ゆかりを見出し、両名のダブル主演・主題歌作品として売り込むために製作した「魔法少女リリカルなのは」をきっかけにアニメ作品のプロデュースも手掛け始めた。
その後手がけたアニメ作品が複数ヒットしたほか、宮野真守などのアーティストをプロデュースし、売上が上がったVC制作部はキングレコード内での規模が拡大した事を受けて、三嶋が担当していたMMグループが、2009年2月より第三クリエイティブ本部MM制作部に昇格。同部の部長に就任した。さらに、2013年2月からは新生・第三クリエイティブ本部へと昇格し、同本部の本部長兼制作グループ長に就任した。
2009年には、田村ゆかりのスタイリストを担当していた女性と結婚。
2016年2月には第三クリエイティブ本部がスターチャイルドと統合してキング・アミューズメント・クリエイティブ本部となり、本部長に就任するとともに上席執行役員に昇格する。2018年6月には取締役に選任された。
その時またはそれ以降に本部長を離任し（時期不明）、制作現場を離れて担当役員として経営陣の立場でキング・アミューズメント・クリエイティブを管掌するようになる。2023年6月14日時点では、キング・アミューズメント・クリエイティブ本部から2分割されたうちのKACアーティストプロデュース本部、それに加えてそれまで担当外だったキングレーベルクリエイティブ本部（2024年3月からアーティストデベロップメント本部に改称）、YBCクリエイティブ本部（入社当時志していたアイドル関係の部署）の担当役員となっている。2024年6月には常務取締役に昇任、合わせて、A&R統括としてアーティストデベロップメント本部、YBCクリエイティブ本部、アセット＆プランニング部、セールスプロモーション本部の担当役員となっており、KAC担当から外れてアニメの一線からは離れている。2025年6月からはアーティストデベロップメント本部、YBCクリエイティブ本部、アセット＆プランニング部担当（A&R統括、セールスプロモーション本部は担当外に）。

## 人物
担当する作品やアーティストのイベントなどでの司会も行っており、関西弁を交えながら出演者らにツッコミを入れる事もしばしであり、ファンからも「みっしー」の愛称で親しまれている。また、ラグビーにも造詣が深い。
大学在学中にはクイズ研究会に所属してイントロクイズを得意としたほか、「パネルクイズ アタック25」の「700回記念 大学対抗! 100人の大サバイバル」（1989年1月22日放送）や、「TVチャンピオン」の「ラーメン王選手権」にも出場した。また、大学時代のクイズ経験を生かして水樹奈々のファンクラブイベントでは、2006年にアタック25・2008年にはアメリカ横断ウルトラクイズのパロディ企画が行われており、問題制作は田村ゆかりのラジオ「田村ゆかりのいたずら黒うさぎ」の構成作家で、全国高等学校クイズ選手権の問題制作にも携わった矢野了平が担当した。

## 作品一覧

### テレビアニメ
2004年
- 魔法少女リリカルなのは - プロデューサー

2005年
- バジリスク 〜甲賀忍法帖〜 - 協力
- 魔法少女リリカルなのはA's - プロデューサー

2007年
- 魔法少女リリカルなのはStrikerS - プロデューサー

2008年
- ロザリオとバンパイア - 音楽協力
- ロザリオとバンパイア CAPU2 - 音楽協力

2009年
- WHITE ALBUM - プロデューサー

2010年
- B型H系 - 音楽協力

2011年
- DOG DAYS - スーパーバイザー
- うたの☆プリンスさまっ♪ マジLOVE1000% - スーパーバイザー
- BLOOD-C - 音楽協力

2012年
- 戦姫絶唱シンフォギア - エグゼクティブプロデューサー
- DOG DAYS' - スーパーバイザー

2013年
- うたの☆プリンスさまっ♪ マジLOVE2000% - スーパーバイザー
- 革命機ヴァルヴレイヴ - 主題歌プロデューサー
- 変態王子と笑わない猫。 - 企画協力
- 戦姫絶唱シンフォギアG - エグゼクティブプロデューサー
- WHITE ALBUM2 - エグゼクティブプロデューサー

2014年
- 最近、妹のようすがちょっとおかしいんだが。 - 企画協力
- のうりん - 企画協力
- クロスアンジュ 天使と竜の輪舞 - ゼネラルプロデューサー

2015年
- DOG DAYS'' - スーパーバイザー
- 魔法少女リリカルなのはViVid - チーフプロデューサー
- うたの☆プリンスさまっ♪ マジLOVEレボリューションズ - スーパーバイザー
- 城下町のダンデライオン
- 戦姫絶唱シンフォギアGX - エグゼクティブプロデューサー
- うたわれるもの 偽りの仮面 - スーパーバイザー

2016年
- 亜人 - 企画協力（第1話 - 第13話）→企画（第14話 - 第26話）
- 坂本ですが? - 企画
- 初恋モンスター - 企画
- この美術部には問題がある! - 企画
- ViVid Strike! - 企画
- うたの☆プリンスさまっ♪ マジLOVEレジェンドスター - スーパーバイザー

2017年
- 昭和元禄落語心中 -助六再び篇- - 企画
- 戦姫絶唱シンフォギアAXZ - エグゼクティブプロデューサー
- アホガール - 製作
- 徒然チルドレン - 製作
- 鬼灯の冷徹（第2期） - 企画

2018年
- ポプテピピック - エグゼクティブプロデューサー
- バジリスク 〜桜花忍法帖〜 - 企画
- デビルズライン - 企画
- 音楽少女 - 企画

2019年
- えんどろ〜! - 企画
- ポプテピピック TVスペシャル - エグゼクティブプロデューサー
- この音とまれ! - 企画
- なんでここに先生が!? - 企画
- 戦姫絶唱シンフォギアXV - エグゼクティブプロデューサー
- あひるの空 - 企画

2020年
- 虚構推理 - 製作
- ギャルと恐竜 - 企画
- 乙女ゲームの破滅フラグしかない悪役令嬢に転生してしまった… - 企画
- おばけずかん - 企画

2021年
- 怪病医ラムネ - 企画
- SHAMAN KING - 企画
- どすこい すしずもう - 企画、製作
- イジらないで、長瀞さん - 企画
- 乙女ゲームの破滅フラグしかない悪役令嬢に転生してしまった…X - 企画
- かげきしょうじょ!! - 企画
- 現実主義勇者の王国再建記 - 企画
- うらみちお兄さん - 企画
- ジャヒー様はくじけない! - 企画
- ポプテピピック 再放送（リミックス版） - エグゼクティブプロデューサー
- 先輩がうざい後輩の話 - 企画

2022年
- トモダチゲーム - 企画
- Extreme Hearts - 企画

### OVA
1999年
- ときめきメモリアル - プロモーション

2002年
- とらいあんぐるハート 〜Sweet Songs Forever〜 サウンドステージVA - A&R
- 学園都市 ヴァラノワール - プロデューサー

2003年
- とらいあんぐるハート 〜Sweet Songs Forever〜 - プロデューサー

2010年
- テイルズ オブ シンフォニア THE ANIMATION（第2期） - スペシャルサンクス

2016年
- 生徒会役員共* - 企画（第18話 - 第25話）
- 亜人 - 企画

### アニメ映画
2010年
- 魔法少女リリカルなのは The MOVIE 1st - プロデューサー

2012年
- 魔法少女リリカルなのは The MOVIE 2nd A's - プロデューサー

2014年
- 宇宙戦艦ヤマト2199 追憶の航海 - エンディングテーマ協力

2017年
- 劇場版 生徒会役員共  - 企画
- 魔法少女リリカルなのは Reflection - 統括プロデューサー

2018年
- K SEVEN STORIES - 企画
- 魔法少女リリカルなのは Detonation - 統括プロデューサー

2019年
- 劇場版 うたの☆プリンスさまっ♪ マジLOVEキングダム - ゼネラルプロデューサー

### テレビドラマ
2019年
- REAL⇔FAKE - チーフプロデューサー

2021年
- REAL⇔FAKE 2nd Stage - チーフプロデューサー

2022年
- たびくらげ探偵日記 - チーフプロデューサー

### バラエティ番組
2017年
- 上坂すみれのヤバい○○ - エグゼクティブプロデューサー

## 担当アーティスト
- 蒼井翔太
- 上坂すみれ
- 堀江由衣
- 水樹奈々
- 水瀬いのり
- 宮野真守

ほか

## 出演

### テレビ
- MUSIC JAPAN（2009年12月29日、NHK総合）
- MAG・ネット（2010年6月13日、NHK BS2）
- 水樹奈々 seven pieces 〜NANA MIZUKI LIVE JOURNEY 2011 side-B〜（2011年6月16日・8月19日、フジテレビNEXT）
- MJ presents 密着!水樹奈々 ドームライブの作り方（2012年1月21日、NHK総合）
- 音楽ヒミツ情報機関 MI6（2012年12月13日、スペースシャワーTV）
- なつのカケラ〜 水樹奈々 2013夏の出来事（2013年11月17日、フジテレビNEXT）
- ジャパコンTV（2014年10月4日、BSフジ）[14]
- SWITCHインタビュー 達人達（2014年10月18日、NHK Eテレ）
- アニソンのど自慢G（2014年12月27日・2015年3月28日・11月27日、NHK BSプレミアム）
- アニソン!プレミアム!2018（2018年12月15日、NHK BSプレミアム）